# George David Wenzel von Tschepe und Weidenbach
George David Wenzel von Tschepe und Weidenbach (geb. 2. Februar 1735; gest. 26. Juni 1804 in Breslau) war ein preußischer Landrat.

## Leben
George David Wenzel war ein Sohn von Carl Wenzel von Tschepe und Weidenbach (1708–1785), Erbherr auf Weidenbach, seit 1753 Erbherr auf Quickendorf und Marschkommissar, sowie von 1757 bis 1763 Landrat des Kreises Frankenstein in Schlesien. Seine Mutter war Helene Eleonore († 8. September 1743), Tochter von Johann George von Kottulinsky auf Schliesa. 1751 trat er in die Preußische Armee ein, wurde 1753 Fahnenjunker im Regiment von Schoenaich und stieg bis zum Rang eines Hauptmanns auf.
Im Januar 1769 wurde er zum Nachfolger von George Peter von Twardowsky als Landrat des Kreises Neustadt O.S. ernannt. Das Amt übte er bis zu seiner krankheitsbedingten Entlassung im Jahr 1787 aus, Nachfolger wurde Theodor Carl Elstermann von Elster. 

## Persönliches
Im Jahr 1804 war er Erbherr auf Brockuth, Ober Johnsdorf und Simsdorf. Er war mit Sophie Charlotte Elisabeth (1740–1796), geb. von Korckwitz, verheiratet.